# Weserstein (Schiff)

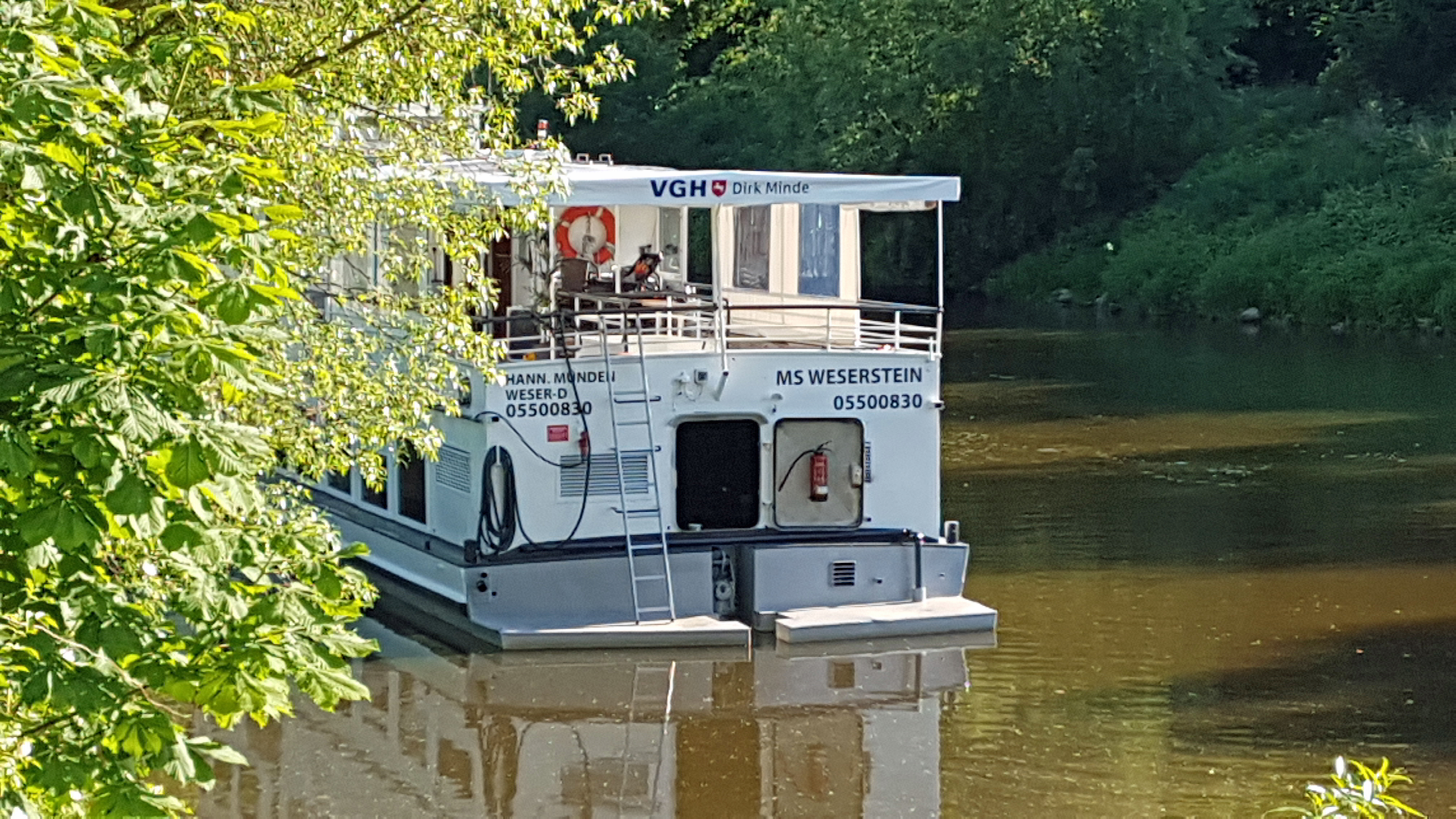
Das Fahrgastschiff Weserstein im Mai 2020 am Tanzwerder in Hann. Münden

Die Weserstein ist ein Fahrgastschiff auf der Oberweser und wird als Tagesausflugsschiff im Linienverkehr und für Themenfahrten von Hann. Münden aus eingesetzt. Das Schiff gehört der Mündener Fahrgastschifffahrt GmbH, wird von der Weserstein Touristik GmbH betrieben und setzt die Geschichte der Personenschifffahrt auf der Weser in Hann. Münden fort. Es ist für maximal 150 Personen zugelassen. Benannt wurde das Schiff nach dem Weserstein auf dem Tanzwerder in Hann. Münden.

## Geschichte
Das Schiff wurde im Jahr 1969 als Allernixe von der Schiffswerft Leendert Cornelius de Groot in Arkel (Niederlanden) gebaut, wobei die ursprüngliche Länge 20,5 m betrug. In den Jahren 1972, 1995, 1998, 2000, 2003 und 2020 wechselten Schiffsnamen und/oder Besitzer. Von 2004 bis 2020 fuhr es als Dornröschen II (Dornröschen) für die Flotte Weser bereits auf der Weser. Davor verkehrt es vom 15. April 2000 bis 2003 als Junker Griese (Junker Griese) für Maria Janssen in Barßel auf der Soeste, die das Schiff von der Lüdinghausener Personenschifffahrt in Olfen übernommen hatte, wo es ab Mai 1998 als Stever Queen (Stever) auf dem Dortmund-Ems-Kanal eingesetzt war. Die Verdener Fahrgast-Schifffahrt in Verden (Aller) betrieb das Schiff von 1995 bis 1998 als Allerland und verlängert es 1996 im Bugbereich um ca. 6 m auf die heutigen Maße.
Am 30. Mai 2020 hatte das Schiff bei Weser-Stromkilometer 5,3 (in Höhe des FFH-Gebiets „Ballertasche“) bei einem Pegelstand von 114 cm einen Ausfall des Schottelantriebs und Grundberührung, wodurch der Propeller Schaden nahm. Das Schiff trieb rund 400 Meter mit dem Strom, bevor es am linken Ufer (hessische Flussseite) festgelegt werden konnte. Die Passagiere konnten das Schiff unversehrt verlassen. Die Wasserschutzpolizei Kassel untersuchte den Unfallhergang, stellte ausschließlich einen für Grundberührungen typischen Schaden am Propeller fest und führte den Unfall auf einen Fahrfehler des Schiffsführers zurück. Nach Beseitigung der Antriebsstörung konnte die Weserstein mit eigener Kraft nach Hann. Münden zurückkehren und ist nach einem Propellertausch wieder in Betrieb.

## Das Schiff
Das Schiff ist 26,70 Meter lang und 4,86 Meter breit. Der Tiefgang beträgt im Mittel 80 Zentimeter. Das auf den Namen Weserstein getaufte Schiff bietet Sitzplätze für knapp 150 Passagiere, die in einem Salon und auf zwei Außendecks Platz finden.